# Eduard Bradtman

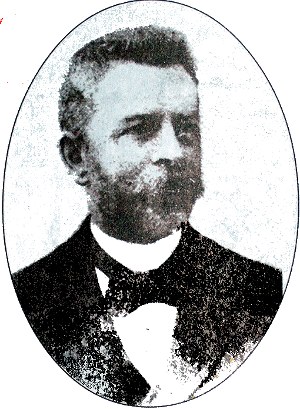
Eduard Bradtman

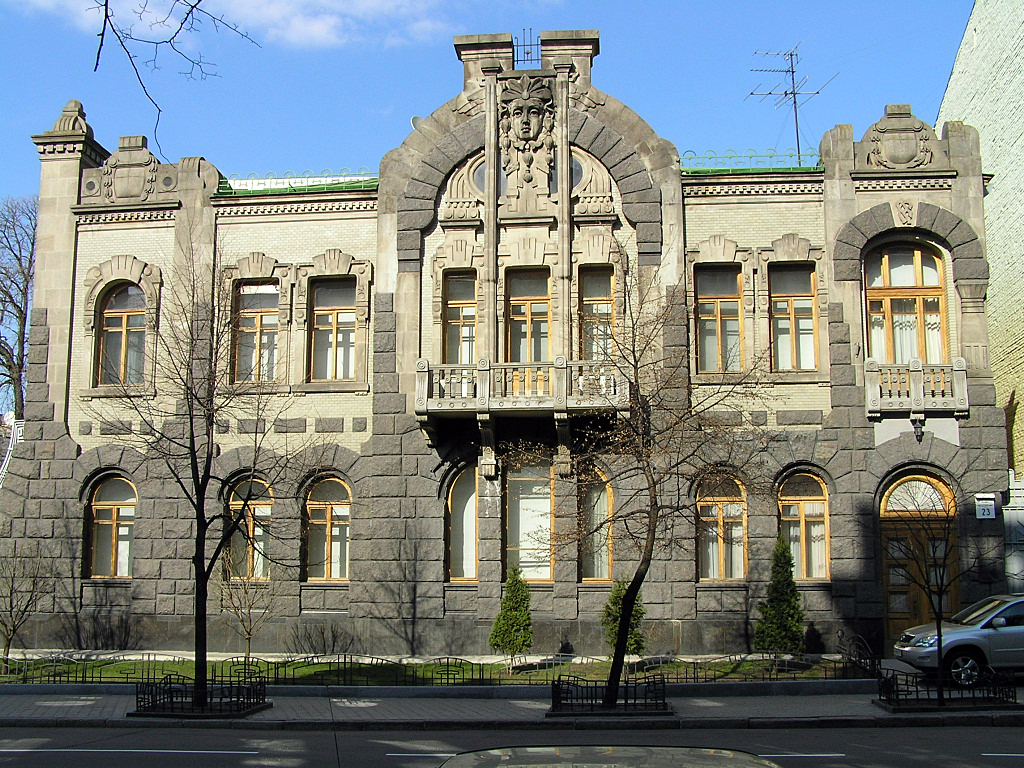
Das „Haus der weinenden Witwe“ in Kiew

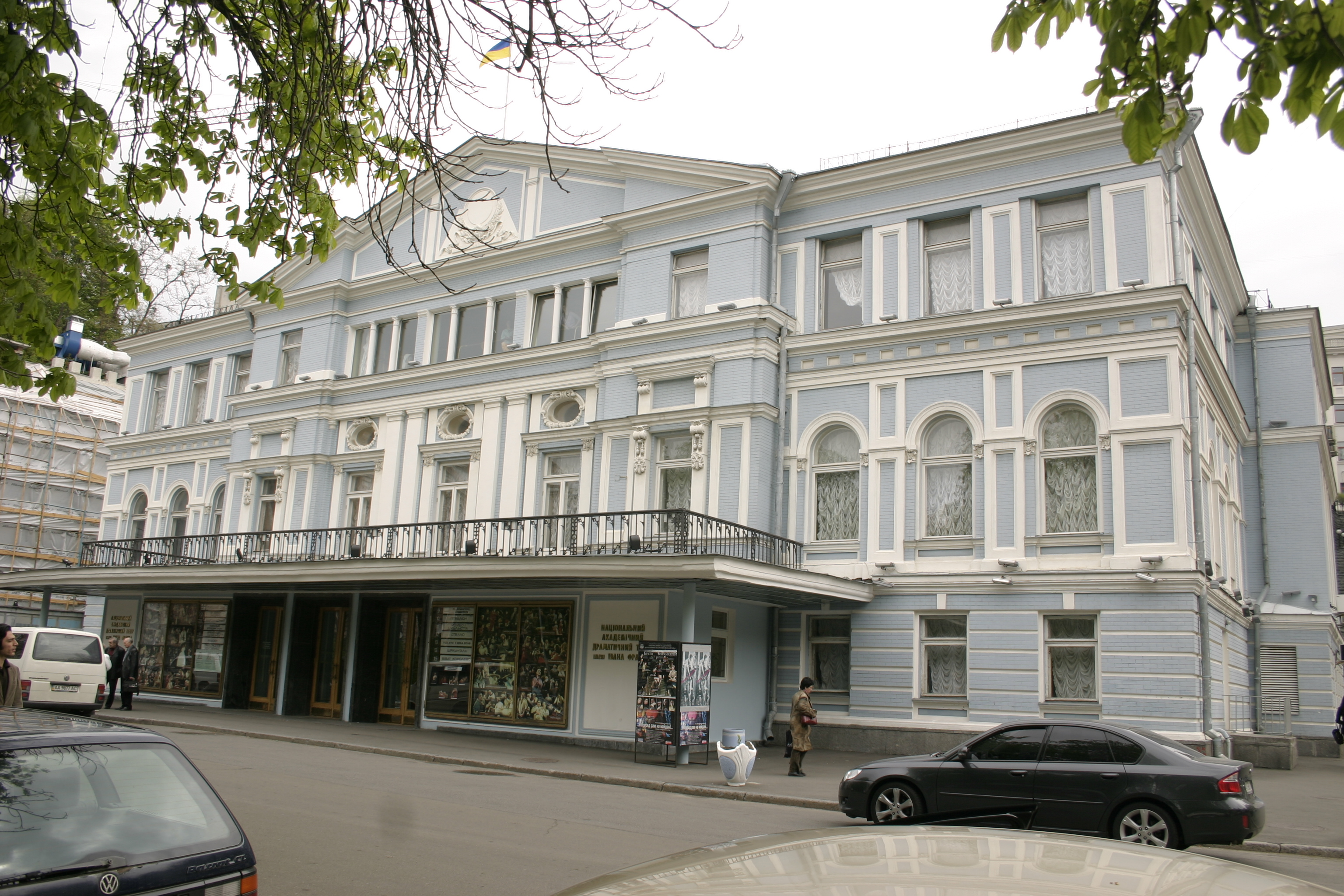
Das Nationale Iwan-Franko-Schauspielhaus in Kiew

Eduard Ferdinand Petrowitsch Bradtman (russisch Эдуард-Фердинанд Петрович Брадтман, * 4. Februar 1856 in Sankt Petersburg; † 1926) war ein in Kiew wirkender, russischer Architekt deutscher Herkunft. Er arbeitete in der Stilrichtung des Jugendstils, aber auch des Neobarocks und der Neorenaissance.

## Leben
Bradtman studierte ab 1878 an der Russischen Kunstakademie in Sankt Petersburg und lebte ab Ende der 1880er Jahre in Kiew wo er Mitglied der deutschen Evangelisch-Lutherischen Gemeinde war. Von 1898 bis 1915 war er Stadtarchitekt von Kiew. Zeit ihres Bestehens (1906–1917) lehrte er Architektur an der Kunstschule Kiew. Nach der Revolution blieb er in Kiew und arbeitete weiter als Architekt und Ingenieur. Sein genaues Todesdatum und seine Grabstätte sind nicht bekannt.

## Werk
Eine seiner herausragendsten Arbeiten war das Hotel Continental, das er zusammen mit dem Architekten Georg Schleifer von 1895 bis 1897 erbaute. Heute wird das Gebäude von der Nationalen Kunstakademie der Ukraine genutzt. Das 1896–1898 erbaute, heutige Nationale Iwan-Franko-Schauspielhaus entstand ebenso in Zusammenarbeit mit Georg Schleifer. Auch das Haus der weinenden Witwe, eine Jugendstilvilla in Kiew, entstand nach seinen Plänen.